# Ak'Sent
Krystle Kantrece Johnson (nascida em 29 de maio de 1987), mais conhecida pelo seu nome artístico Ak'Sent, é uma rapper e dançarina americana. Ela foi nascida em Los Angeles, Califórnia, e tem descendência Mexicana e Africana por parte de seus pais.

## Vida Pessoal
O pai de Ak'Sent tem ascendência Afro-Americana, enquanto sua mãe tem ascendência mexicana. Ak'Sent cresceu rapidamente graças a uma infância difícil. Seu pai era um rapper aspirante apanhados no estilo de vida gangster e foi morto em um tiroteio de gangues quando ela tinha apenas quatro anos de idade, e com a mãe incapaz de apoiá-la sozinha, ela foi enviada para viver com seus avós em South Los Angeles.

## Carreira Artistica

### InternationaleGem-In-I(2006 - 2008)
Somando os desafios da vida, o estilo música Rap não era permitido na casa de seu avô, mas como Ak'Sent aprendeu mais sobre as aspirações do hip-hop com seu pai, ela decidiu que tinha de continuar como honra e gratidão por seu pai. Ela finalmente passou um tempo em vários grupos femininos baseados no R&B e começou a formação em dança com Debbie Allen. Ak'Sent assinou com a Capitol Records quando ela tinha apenas 16 anos, desde então, ela tem trabalhado com um número de profissionais bem conhecidos, tais como The Jugganauts, DJ Quik, e Beenie Man. Ak'Sent visa evitar a glorificação de violência e prefere pensar que o Hip-Hop é uma forma de "poesia da rua". Seu primeiro álbum, "Internacional", foi lançado em 26 de setembro de 2006. Ela lançou seu segundo álbum "Gem-In-I" sob o rótulo Avex, que foi lançado em 16 de julho de 2008 somente no Japão.

### Fameemixtape(2009 - presente)
Ak'sent teve um papel em 2009 no filme Fame, onde também teve uma de suas músicas na trilha sonora no filme com a cação "This Is My Life" de seu álbum International, ela executa a música ao lado de Hopsin, Tynisha Keli, e Donte “Burger” Winston. Sua canção "This One" também esteve presente no filme Coach Carter e sua música "Tha Bomb" no filme Meet the Spartans.
Desde fevereiro de 2016, Ak'Sent deu pistas de um novo trabalho postando fotos em estúdios em suas redes sociais. Em 24 de março de 2016, declarou que estava produzindo novas músicas e uma mixtape de estreia.

## Discografia
| CD            | Ano                    |
| ------------- | ---------------------- |
| International | 26 de setembro de 2006 |
| Gem-In-I      | 16 de julho de 2008    |

| CD           | Ano  |
| ------------ | ---- |
| por anunciar | 2016 |

| Ano  | Título                       | Álbum         |
| ---- | ---------------------------- | ------------- |
| 2006 | "Zingy" featuring Beenie Man | International |
| 2006 | "All I Need"                 | International |
| 2006 | "I Gets Down"                | International |
| 2008 | "Losing Control"             | Gem-In-I      |